# Cynopterus titthaecheilus
Cynopterus titthaecheilus — вид рукокрилих, родини Криланових.

## Середовище проживання
Цей вид зустрічається в Індонезії, на островах Суматра, Ява, Балі, Ломбок, Тимор і прилеглих малих островах.

## Стиль життя
Терпимий до широкого спектра місцеперебувань, в тому числі середнього і порушеного місцепроживань. Були помічені сідала в старих будівлях.

## Загрози та охорона
Немає ніяких серйозних загроз для даного виду. Не відомо, чи вид проживає в будь-яких захищених областях. Необхідні подальші дослідження, для дослідження поширення, чисельності й природної історії цього виду.